# Dickite
La dickite est un minéral de la famille des phyllosilicates (groupe des argiles), de formule Al2Si2O5(OH)4 (masse molaire : 258,16 grammes). Elle comporte ainsi 20,90 % d’aluminium, 21,76 % de silicium, 1,56 % d’hydrogène et 55,78 % d’oxygène. Elle a la même composition que la kaolinite, la nacrite et la halloysite, mais avec une structure cristalline différente (polymorphe). La dickite contient parfois des impuretés telles que titane, fer, magnésium, calcium et potassium. Le nom dickite rend hommage à Allan Brugh Dick (1833-1926), un chimiste et métallurgiste écossais.

## Structure
Cristaux tabulaires et en écailles. Bien qu'ayant la même composition chimique que la kaolinite, elle diffère par son mode de cristallisation et la structure du réseau cristallin.

## Cristallochimie
La dickite fait partie du groupe de la kaolinite, qui comporte les minéraux suivants :
- dickite Al2Si2O5(OH)4 ;
- endellite Al2Si2O5(OH)4•2(H2O) ;
- halloysite Al2Si2O5(OH)4 ;
- kaolinite Al2Si2O5(OH)4 ;
- nacrite Al2Si2O5(OH)4 ;
- odinite (Fe,Mg, Al,Fe,Ti,Mn)2.5(Si,Al)2O5(OH)4.

## Origine
Il s'agit d'un minéral argileux d'origine hydrothermale, beaucoup moins répandu que la kaolinite. Il est associé à divers sulfures et dolomite. Il se retrouve également dans les dépôts métallifères associé à d'autres minéraux.

## Forme naturelle

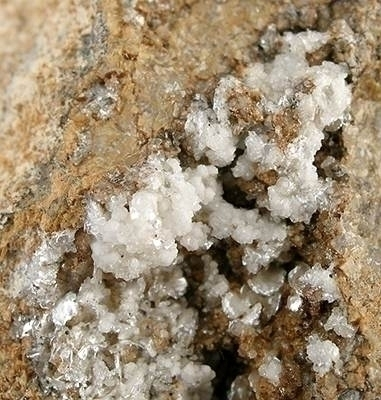
Dickite.

Poudre, écailles ou flocons, cristaux et petites masses informes.

## Caractéristiques physico-chimiques
- Chauffée entre 510 et 575 °C, la dickite se déshydrate.
- Elle est soluble dans l’acide sulfurique.

## Localité d’exploitation
À Essen, en Allemagne, dans le Comté de Pike (Arkansas), aux États-Unis et dans l'île d'Anglesey, en Grande-Bretagne.